# Imelda May
Imelda Mary Clabby (Imelda Mary Higham desde su boda; Dublín, Irlanda, 10 de julio de 1974), más conocida como Imelda May, es una cantante, compositora, presentadora de televisión y multiinstrumentista irlandesa. Es conocida por su estilo musical de revival rockabilly y también se la ha comparado con mujeres músicas de jazz como Billie Holiday, quien ha sido junto a otras artistas una gran influencia para ella.
Nacida y criada en la zona de The Liberties de Dublín, May comenzó su carrera musical a los 16 años actuando con varias bandas y músicos locales. En 2002 formó su propia banda y publicó su primer álbum de estudio, No Turning Back. Tras el lanzamiento, May se trasladó a Londres con su entonces marido, el guitarrista Darrel Higham. 
Tras una aparición en el programa musical de la BBC Later... with Jools Holland en 2008,[3] publicó su segundo álbum de estudio, Love Tattoo (2009). Tras su publicación, colaboró y realizó giras con varios artistas. Su tercer álbum de estudio, Mayhem, salió en 2010 y le valió una nominación al Choice Music Prize. Su cuarto álbum de estudio, Tribal, salió en 2014, y el quinto, Life Love Flesh Blood, en 2017. 11 Past the Hour, su sexto álbum, salió a la venta el 16 de abril de 2021.
Aunque es conocida principalmente como cantante, también toca el bodhrán, el bajo, la guitarra y la pandereta. Descrita como «un talento vocal único», Imelda ganó el premio «Mejor Artista Femenina del Año de Irlanda» en 2009, concedido en la ceremonia de los Meteor Awards. La estética de Imelda May, que es vegetariana, está muy relacionada con aquella de la música de los años cincuenta anglosajones, y su característico peinado, con un llamativo flequillo rubio en espiral, es uno de sus rasgos más reconocibles.

## Biografía
Imelda May nació en Dublín el 10 de julio de 1974, en la zona de Liberties, situada en la parte sur del centro de la ciudad. Es la más joven de cinco hermanos, sus dos hermanas se llaman Edel Foy y Maria O'Reilly, y sus dos hermanos Brendan Clabby y Fintan Clabby. En 1991, asistió a la escuela superior Senior College Ballyfermot, donde estudió arte, gráficos y grabado. Sus primeras influencias musicales fueron la música folk y el rock and roll, sobre todo la música de Buddy Holly, Eddie Cochran y Gene Vincent. A la edad de nueve años, era fan del rockabilly y el blues, en particular de artistas como Elmore James y Billie Holiday. A los 14 años, cantó en un anuncio de palitos de pescado de la marca Findus, tras lo cual afirmó a Graham Norton en su programa de entrevistas que a sus amigos y a ella se les conocía como las chicas de los palitos de pescado ("Fish Finger Girls"). Después de aquello, con dieciséis años, comenzó su carrera cuando empezó a recorrer el circuito de clubes de Dublín, aunque en ocasiones no se le permitió la entrada a sus propios conciertos en el Bruxelles Club por ser menor de edad. "Estaba recibiendo consejos de los mejores músicos de Dublín", dijo May. "Uno de ellos dijo, "tu voz es genial, pero tiene que endurecerse." Por aquel entonces, un día en que el padre de Imelda la llevaba a un concierto mientras ella lloraba por una ruptura sentimental, él le preguntó: "¿Tienes roto el corazón? Perfecto. Ahora puedes cantar blues." Después de trasladarse al Reino Unido en 1998, May comenzó a cantar con Blue Harlem y Mike Sanchez.

## Trayectoria

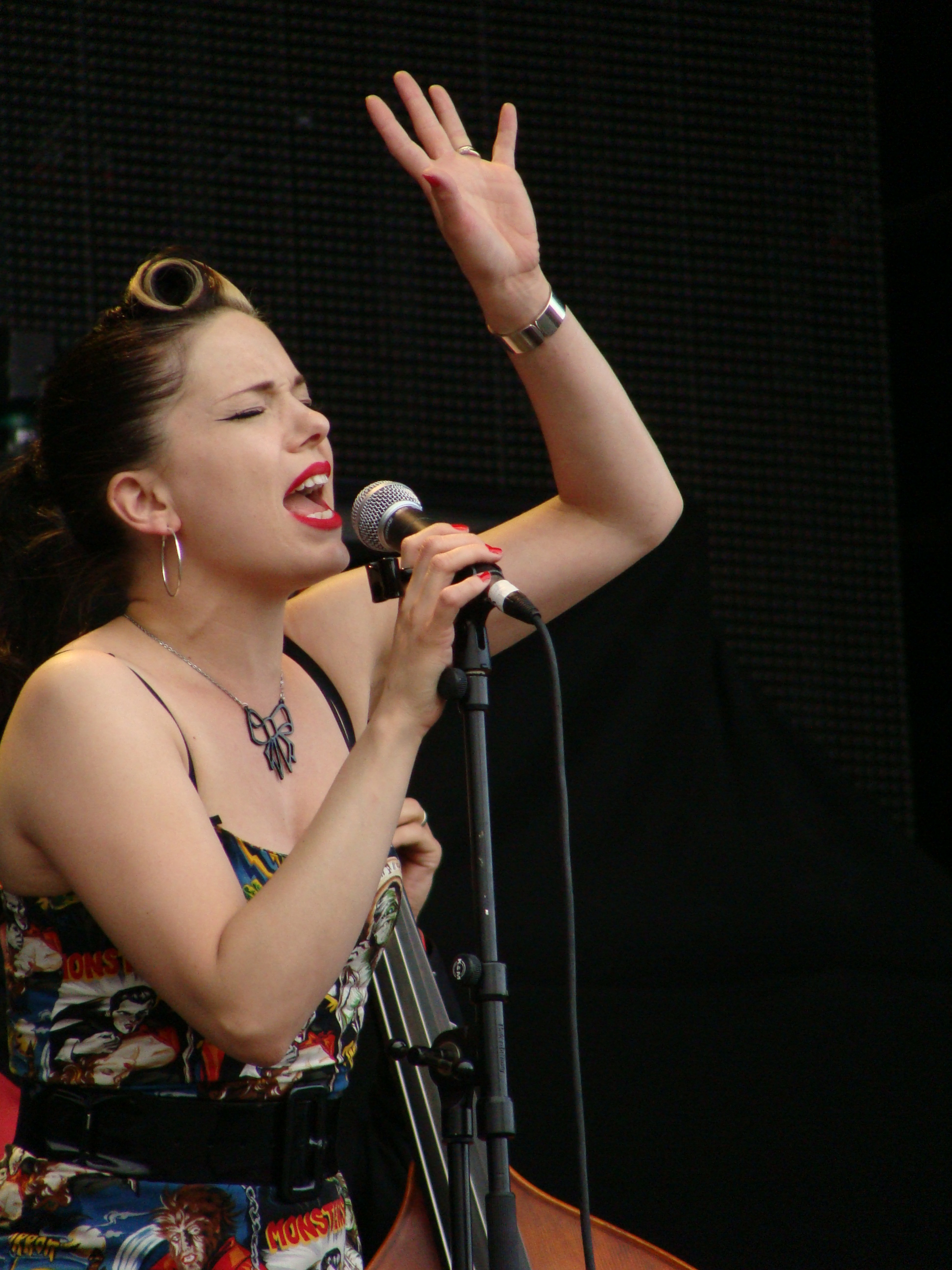
May en el Azkena Rock Festival, España, en 2010.

Imelda May comenzó su carrera profesional en 2003, año en que formó su banda y publicó No Turning Back, su primer álbum, con la compañía discográfica Foot Tapping Records y aún con su nombre de soltera, Imelda Clabby. Centrado en música rockabilly, No Turning Back fue regrabado y reeditado por Foot Tapping Records con el nombre de casada en 2005.
En 2007, firmó un contrato con Ambassador Records —filial de Foot Tapping Records—, compañía con la cual grabó su segundo trabajo, titulado Love Tattoo, que llegó al número 1 en Irlanda y recibió la aprobación de la crítica. Love Tattoo captó la atención de Jools Holland, de quien Imelda fue posteriormente telonera en su gira, lo cual finalmente llevó a que Holland le pidiera que apareciera en su programa musical Later... with Jools Holland. Imelda May también fue bien recibida en Reino Unido, donde tocó ante artistas como Jeff Beck, Elbow y Roots Manuva. Sus primeros dos sencillos, "Johnny Got a Boom Boom" y "Big Bad Handsome Man", fueron lanzados el 23 de enero de 2009. Asimismo, Imelda May actuó en uno de los programas más populares de la televisión irlandesa, The Late Late Show, y fue galardonada con el premio a Artista Femenina Irlandesa del Año 2009 otorgado en los Meteor Music Awards de ese año. Imelda May también fue de gira por Estados Unidos, donde además actuó junto a Jamie Cullum. El 14 de agosto de 2009, acudió al programa Other Voices de la  RTÉ y cantó "Johnny Got a Boom Boom" y una versión acústica de "Big Bad Handsome Man".
El 31 de enero de 2010 realizó una actuación en la edición 52 de los Premios Grammy junto a Jeff Beck en tributo a Les Paul. Después de algunos conciertos más en algunos festivales, como el Eurosonic Festival de Groningen, en Países Bajos, se publicó su tercer álbum de estudio, Mayhem, lanzado el 3 de septiembre de 2010 en Irlanda y el 4 de octubre en Reino Unido. Al igual que había sucedido con Love Tattoo, Mayhem alcanzó de nuevo el número 1 en las listas de álbumes irlandesas. Al año siguiente, el 18 de julio de 2011, Imelda May asistió al programa The Tonight Show with Jay Leno, donde tocó el tema "Mayhem" para promocionar el álbum en Estados Unidos, donde se había puesto a la venta con posterioridad. Además, apareció en otros programas como Conan y The Late Late Show with Craig Ferguson.
Imelda May contribuyó al álbum tributo a Buddy Holly, Listen to Me: Buddy Holly, con una versión del tema "I'm Looking for Someone to Love". Dicho álbum se puso a la venta el 6 de septiembre de 2011.

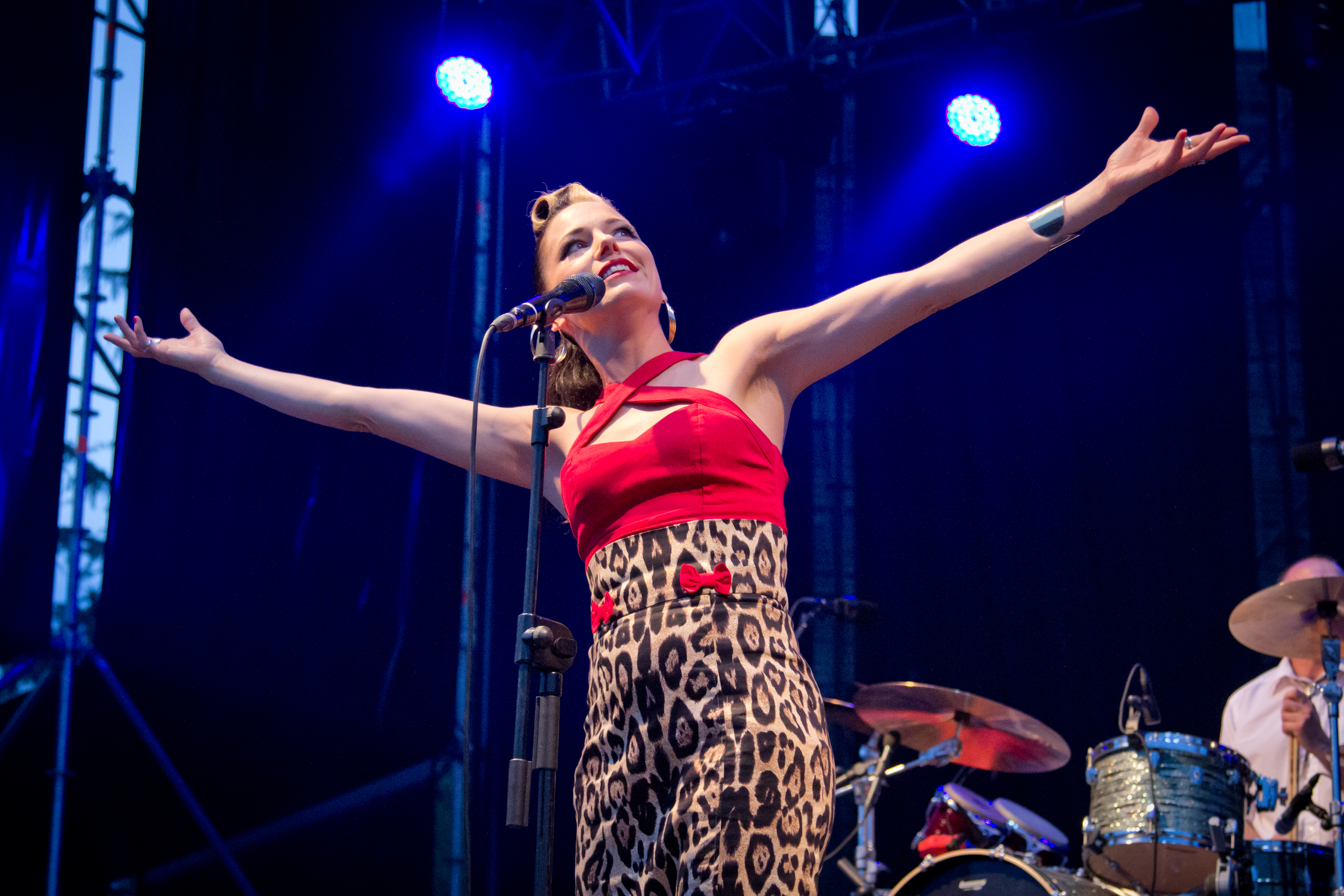
Imelda May en el Madgarden 2015.

En febrero de 2012, Imelda confirmó que Darrell Higham y ella —casados desde 2002— esperaban su primer hijo, que finalmente fue una niña a la que llamaron Violet y que nació en agosto. Imelda declaró que seguiría dando conciertos hasta ocho semanas antes de dar a luz, y menos de un año después de dar a luz aseguró que ya se sentía preparada para volver a la carretera, al mismo tiempo que afirmaba que era maravilloso ser madre.
Aunque volvió a dar conciertos en 2013, el siguiente álbum de Imelda May sí tuvo que esperar hasta el 25 de abril de 2014 para ser publicado. Titulado Tribal y editado por Decca Records, tuvo como sencillos los temas "It's Good to Be Alive" y "Wild Woman". Recibió una acogida favorable, con un nuevo número 1 en Irlanda, un tercer puesto en las listas británicas y un número 17 en Nueva Zelanda.
En 2015 anunció su separación de su, hasta entonces marido Darrell Higham, el cual a su vez abandono también la banda de Imelda May.
Dos años más tarde, en 2017, publicó su siguiente álbum de estudio, "Live, Life, Flesh and Blood", con un intenso cambio de estilo, tanto musical como de imagen. 
El 23 de enero de 2021 publicó el álbum de estudio "11 Past the Hour".

### Actuaciones con otros artistas
- Imelda May ha compartido escenario con Wanda Jackson, Alison Moyet, Lou Reed, Bono, David Gilmour, Sharon Corr, The Supremes, Brian Setzer, The Dubliners, Madeleine Peyroux, Matt Bianco, Elvis Costello, Jools Holland, Jeff Beck, Sharon Shannon y Meat Loaf. Ha trabajado con los productores Tony Visconti y Peter Asher. También canta en el The Candy Box Burlesque Club de Birmingham y ha aparecido en The World Famous Palookaville Burlesque Orchestra en cada espectáculo de Candy Box desde sus inicios en febrero de 2006.[cita requerida]

- Ha cantado para la banda de burlesque Flashmonkey en el Café De Paris de Londres, junto al trompetista John Eacott.

- En 2009, grabó la canción oficial del Children in Need junto a Cara Dillon, Terry Wogan, Hayley Westenra y otros en los Abbey Road Studios.
- En 2010, cantó el tema "Lilac Wine" del álbum Emotion & Commotion de Jeff Beck, así como en el tema adicional "Poor Boy" para la versión japonesa. El 11 de noviembre de 2010 fue invitada al programa Never Mind the Buzzcocks de BBC2.

- En 2010, actuó con Meat Loaf durante su gira Hang Cool Tour en Reino Unido. También en 2010 tocó con su banda, Jeff Beck y otros en el tributo a Les Paul en el Iridium Jazz Club de Nueva York, concierto que fue grabado. La colaboración con Jeff Beck continuó durante 2011, cuando compartieron gira.

- El 16 de diciembre de 2011, actuando en el O2 de Dublín frente a 12.000 personas, sorprendió al público cuando Bono de U2 subió al escenario.[29]

- En la Nochevieja de 2012, cantó en College Green junto a Bell X1 y The Coronas.

- El 7 de septiembre de 2014 realizó un dueto con Smokey Robinson, con quien cantó el tema de the Temptations "Get Ready".

- El 4 de julio de 2015 está prevista una colaboración junto a Paolo Nutini en Marlay Park, en las afueras de Dublín.[30]

## Discografía

### Álbumes de estudio
| 2005                                                                                               | No Turning Back - Publicación: 2002 - Discográfica: Foot Tapping - Formato: CD                                              | — |
| 2008                                                                                               | Love Tattoo - Publicación: 20 de octubre de 2008 - Discográfica: Universal Music Ireland - Formato: CD, descarga digital    | 1 |
| 2010                                                                                               | Mayhem - Publicación: 3 de septiembre de 2010 - Discográfica: Decca Records - Formato: CD, descarga digital                 | 1 |
| 2014                                                                                               | Tribal - Publicación: 28 de abril de 2014 - Discográfica: Decca Records - Formato: CD, descarga digital                     | 1 |
| 2017                                                                                               | Live, Life, Flesh and Blood - Publicación: 7 de abril de 2017 - Discográfica: Decca Records - Formato: CD, descarga digital | 1 |
| 2021                                                                                               | 11 Past the Hour - Publicación: 23 de enero de 2021 - Discográfica: Decca Records - Formato: CD, descarga digital           |   |
| «—» indica que el sencillo no alcanzó posición alguna o certificación o no fue lanzado en el país. | |   |

### Sencillos
| Año                                                                                                | Título                   | Posición más alta | Posición más alta | Álbum                                     |
| Año                                                                                                | Título                   | IRL               | BEL               | Álbum                                     |
| -------------------------------------------------------------------------------------------------- | ------------------------ | ----------------- | ----------------- | ----------------------------------------- |
| 2009                                                                                               | «Johnny Got a Boom Boom» | 88                | —                 | Love Tattoo                               |
| 2009                                                                                               | «Big Bad Handsome Man»   | —                 | —                 | Love Tattoo                               |
| 2010                                                                                               | «Psycho»                 | —                 | —                 | Mayhem                                    |
| 2010                                                                                               | «Mayhem»                 | 24                | —                 | Mayhem                                    |
| 2010                                                                                               | «Kentish Town Waltz»     | 25                | —                 | Mayhem                                    |
| 2011                                                                                               | «Inside Out»             | —                 | —                 | Mayhem                                    |
| 2011                                                                                               | «Sneaky Freak»           | —                 | —                 | Mayhem                                    |
| 2011                                                                                               | «Road Runner»            | —                 | 96                | More Mayhem                               |
| 2011                                                                                               | «Make a Wish"»           | 46                | —                 | Sencillo no perteneciente a ningún álbum. |
| 2014                                                                                               | «It's Good To Be Alive»  | 19                | 95                | Tribal                                    |
| 2014                                                                                               | «Wild Woman»             | —                 | —                 | Tribal                                    |
| «—» indica que el sencillo no alcanzó posición alguna o certificación o no fue lanzado en el país. |                          |                   |                   |                                           |

## Miembros de su banda
- Imelda May – Vocal, bodhrán, pandereta
- Al Gare – Bajo
- Steve Rushton – Batería
- Darrel Higham – Guitarra
- Dave Priseman – Trompeta / Flugelhorn / Percussiones